# Lena Krüper
Lena Krüper (* 5. Januar 1982 in Essen als Lena Beyer) ist eine ehemalige deutsche Kinderdarstellerin. Bekannt wurde sie  vor allem durch ihre Rolle der „Anna Irmgard von Schlotterstein“ in der ARD-Kinderserie Der kleine Vampir – Neue Abenteuer.

## Leben
Ab 1993 besuchte Krüper die B.M.V.-Schule Essen, ein privates katholisches Mädchengymnasium, die sie 2002 erfolgreich beendete. 
Nach ihrem Abitur begann Lena Krüper ein Wirtschaftsstudium mit den Schwerpunkten Freizeit-, Kultur- und Medienmanagement an der FH Gelsenkirchen. 
1992 wurde Krüper durch ihre Tante auf eine Suchanzeige des WDR in einer großen westdeutschen Zeitung aufmerksam gemacht. 
Die damals 10-jährige nahm als eines von über 600 Kindern am Casting teil und wurde für die Rolle der Anna von Schlotterstein angenommen. 
1997 war sie Protagonistin der TV-Produktion Schräge Vögel. 
2003 gehörte sie der Jury für den Kinderfilmpreis der Nordischen Filminstitute bei den 45. Nordischen Filmtagen in Lübeck an. 
In ihrer Schul- und Studienzeit arbeitete die 1,60 Meter große Lena Krüper als Sprecherin für Kinderhörspiele, z. B. aus der Reihe Die Abenteuer des Herrn Benedict.
Lena Krüper spielt Klavier, Gitarre und Flöte. Für den Soundtrack der Fernsehserie Der kleine Vampir – Neue Abenteuer nahm sie Lieder auf. 
Krüper spielte im Hockey-Team des Essener Turn- und Fechtklubs e. V. und stieg bis in die 2. Bundesliga der Damen auf. 
In ihrer Mannschaft war Krüper Vize-Kapitänin. 
Seit dem 20. Dezember 2006 besitzt sie eine D-Lizenz als Schiedsrichterin.